# بن شوارتز
بنجامین شوارتز (به انگلیسی: Benjamin Schwartz) (زاده ۱۵ سپتامبر ۱۹۸۱) بازیگر، کمدین، نویسنده، کارگردان و تهیه‌کننده آمریکایی است. او نقش ژان رالفیو ساپرشتاین را در سریال کمدی پارک‌ها و تفریحات و کلاید اوبرهولت در سریال خانه دروغها و همچنین صداپیشگی رندی کانینگهام در رندی کانینگهام: نینجا کلاس نهم، اردک دیویی در داک‌تالس، و لئوناردو در سریال لاک‌پشت‌های نینجا را ایفا کرده‌است.
شوارتز صداپیشهٔ سونیک خارپشت در فیلمی از ۲۰۲۰ به همین نام و همچنین دنباله آن در ۲۰۲۲ است. کارنامه سینمایی او همچنین شامل نقش‌هایی در دنیای پیپ، حال همه خوب است، اون‌یکی‌ها، بندباز، اینجا شما را ترک می‌کنم و فلورا و اولیس است. در تلویزیون، او در سریال کمدی نتفلیکس نیروی فضایی (۲۰۲۰-) و سریال کمدی جنایی اپل تی‌وی پلاس افترپارتی در سال ۲۰۲۲ بازی کرده‌است و صداپیشگی لئوناردو را در ظهور لاک‌پشت‌های نینجای جهش‌یافته نوجوان: فیلم (۲۰۲۲) بر عهده دارد.

## اوایل زندگی
بنجامین شوارتز در ۱۵ سپتامبر ۱۹۸۱ در برانکس، شهر نیویورک متولد شد. والدین او که هر دو بومی برانکس بودند، شوارتز را در ریوردیل، محله‌ای در شمال غربی برانکس بزرگ کردند. پدرش قبل از رفتن به سمت املاک و مستغلات یک مددکار اجتماعی بود و مادرش معلم موسیقی در یک مدرسه ابتدایی در ریوردیل بود. او همچنین یک خواهر به نام مارنی دارد. در مصاحبه ای با کوین پولاک، او اظهار داشت: «وقتی به مردم گفتم اهل برانکس هستم، اونها گفتند «اوه، آیا جای زخم گلوله داری؟» و من فقط گفتم «نه، فقط منم و مردم‌های یهودی دیگر"
هنگامی که او یازده ساله بود، خانواده‌اش به اج‌مانت، نیویورک، در مجاور شهرستان وستچستر، نیویورک نقل مکان کردند. شوارتز به دبیرستان اجمونت رفت و بسکتبال بازی کرد و در گروه کر آواز خواند. او در سال ۱۹۹۹ فارغ‌التحصیل شد. سپس در کالج یونین تحصیل کرد و در سال ۲۰۰۳ با یک رشته دو رشته روانشناسی و انسان‌شناسی فارغ‌التحصیل شد.

## حرفه

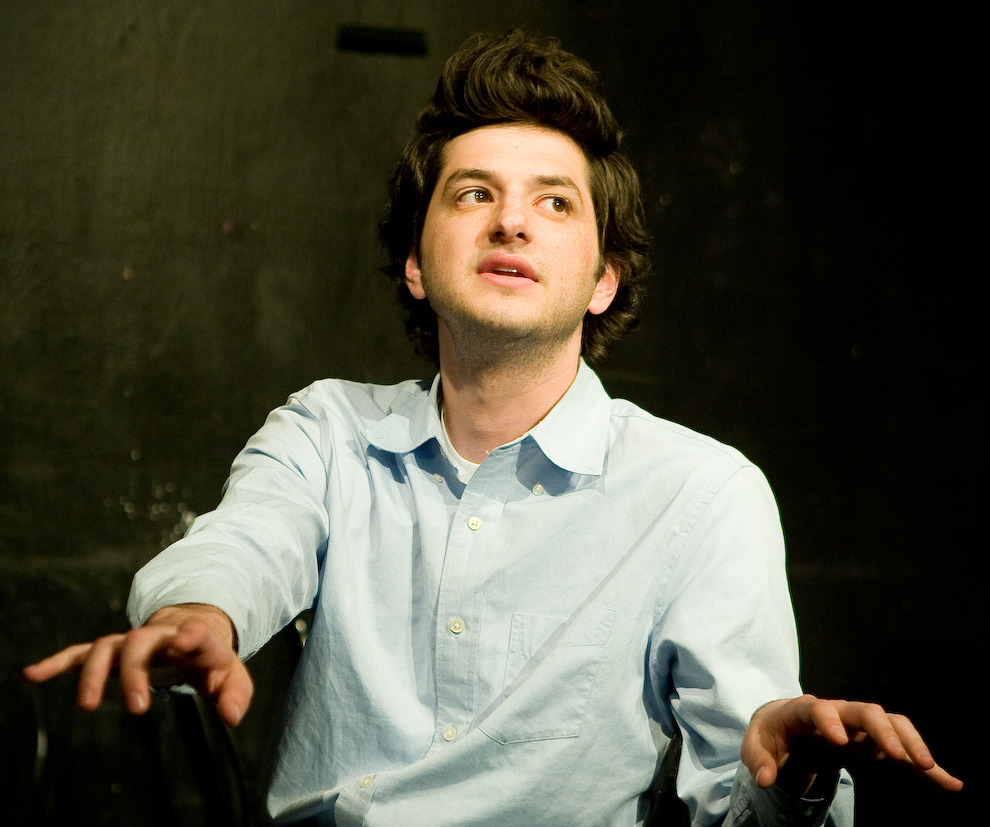
شوارتز در ۲۰۰۹

شوارتز برای سه جایزه امی نامزد شده‌است و برنده جایزه امی ۲۰۰۹ برای موسیقی اصلی و اشعار برای نوشتن شماره آغازین هیو جکمن برای هشتاد و یکمین دوره جوایز اسکار شده‌است.
در سپتامبر ۲۰۱۳، او توسط پارامونت پیکچرز استخدام شد تا کمدی ۱۹۹۱ ظرف صابون را با عنوان El Fuego Caliente و بازسازی سریال آمریکایی اصلی به یک تلویزیون لاتین، با تهیه‌کنندگان راب راینر و آلن گریزمن دوباره بسازد. او بازی اصلی را بر اساس ایده برایان گریزر به استودیو یونیورسال فروخت و شرکت ایمیجین اینترتیمنت برای تولید آن ضمیمه شده بود. او نویسنده فصل سوم سریال «مرغ ربات از ادالت سویم بود و به‌عنوان نویسنده مستقل برای بخش «به‌روزرسانی آخر هفته پخش زنده شنبه شب و همچنین مونولوگ‌های برنامه آخر وقت با دیوید لترمن به‌عنوان نویسنده آزاد خدمت کرد.
او و بیل هدر به عنوان مشاور آواز جنگ ستارگان: نیرو برمی‌خیزد بودند. شوارتز همچنین در این فیلم نقش کوتاهی را به عنوان یک استورم‌تروپر بازی کرد.

## فیلم‌شناسی
| Denotes productions that have not yet been released | به محصولاتی اشاره دارد که هنوز منتشر نشده‌اند |

### فیلم
| سال  | عنوان                                       | نقش                        | یادداشت               |
| ---- | ------------------------------------------- | -------------------------- | --------------------- |
| ۲۰۰۷ | سرناد شهر نیویورک                           | راس                        |                       |
| ۲۰۰۹ | تیم رمز و راز                               | دوست داگی                  |                       |
| ۲۰۰۹ | من از روز ولنتاین متنفرم                    | تاریخ تامی                 |                       |
| ۲۰۰۹ | حال همه خوب است                             | نویسنده                    |                       |
| ۲۰۱۰ | اون‌یکی‌ها                                    | دستیار بی‌من                |                       |
| ۲۰۱۰ | دنیای پیپ                                   | ناتان مایرویتز             |                       |
| ۲۰۱۳ | توربو                                       | اسکیدمارک (صدا)            |                       |
| ۲۰۱۳ | شهر قهوه                                    | جینو                       |                       |
| ۲۰۱۳ | زندگی بهتر از طریق شیمی                     | نوح                        |                       |
| ۲۰۱۳ | رانر رانر                                   | کریگ                       |                       |
| ۲۰۱۴ | اینجا شما را ترک می‌کنم                      | چارلز «بونر» گرودنر        |                       |
| ۲۰۱۴ | کریسمس مبارک                                | مهمان مهمانی               |                       |
| ۲۰۱۴ | مصاحبه                                      | تبلیغ‌نویس امینم            |                       |
| ۲۰۱۵ | بندباز                                      | آلبرت                      |                       |
| ۲۰۱۵ | جنگ ستارگان: نیرو برمی‌خیزد                  | بی‌بی-۸                     | مشاور صدا             |
| ۲۰۱۶ | مداخله                                      | جک                         |                       |
| ۲۰۱۷ | چگونه عاشقی لاتین‌تبار باشیم                 | جیمی / نوکر                |                       |
| ۲۰۱۷ | خارج از داخل                                | تد                         |                       |
| ۲۰۱۸ | سالگرد مبارک                                | سام                        |                       |
| ۲۰۱۸ | ایگوانای آبی                                | پل دریگز                   |                       |
| ۲۰۱۸ | یک بازیگر آماده می‌شود                       | جیمی                       |                       |
| ۲۰۱۸ | مدرسه شبانه                                 | ماروین                     |                       |
| ۲۰۱۹ | فیلم لگو ۲: بخش دوم                         | بنارنار (صدا)              |                       |
| ۲۰۱۹ | ایستادن، سقوط کردن                          | اسکات                      |                       |
| ۲۰۲۰ | سونیک خارپشت                                | سونیک خارپشت (صدا)         | همچنین موشن کپچر صورت |
| ۲۰۲۱ | موسیقی                                      | رودی                       |                       |
| ۲۰۲۱ | فلور و اولیس                                | جورج باکمن                 |                       |
| ۲۰۲۱ | رامبل                                       | جیموتی برت-چادلی سوم (صدا) |                       |
| ۲۰۲۲ | سونیک خارپشت ۲                              | سونیک خارپشت (صدا)         | همچنین موشن کپچر صورت |
| ۲۰۲۲ | ابر حیوانات لیگ دی‌سی                        | کیث و مارک (صدا)           |                       |
| ۲۰۲۲ | ظهور لاک‌پشت‌های نینجای جهش‌یافته نوجوان: فیلم | لئوناردو (صدا)             |                       |
| ۲۰۲۳ | رنفیلد                                      | تدی گرگ                    |                       |
| ۲۰۲۴ | سونیک خارپشت ۳                              | سونیک خارپشت               | صدا                   |

### تلویزیون
| سال           | عنوان                   | نقش                       | یادداشت                |
| ------------- | ----------------------- | ------------------------- | ---------------------- |
| ۲۰۰۶          | آخر شب با کونان اوبراین | مختلف                     | ۱ قسمت                 |
| ۲۰۱۰–۱۵, ۲۰۲۰ | پارک‌ها و تفریحات        | ژان رالفیو ساپرشتاین      | ۲۲ قسمت                |
| ۲۰۱۳          | پرورش شکست‌خورده         | جان بیرد جونیور           | اپیزود: «فروپاشی کلنی» |
| ۲۰۱۳–۲۰       | برگری باب               | جاش / ریک (صدا)           | ۴ قسمت                 |
| ۲۰۱۳–۲۰       | مرغ ربات                | صداهای مختلف              | ۳ قسمت                 |
| ۲۰۱۳–۱۶       | کمدی بنگ! بنگ!          | رادنی ویبر                | ۴ قسمت                 |
| ۲۰۱۵–۱۹       | بوجک هورسمن             | روتاباگا رابیتوویتز (صدا) | ۸ قسمت                 |
| ۲۰۱۵          | سیمپسون‌ها               | منشی (صدا)                | قسمت: «کارآگاه کیو»    |
| ۲۰۱۶–۱۷       | جانوران                 | صداهای مختلف              | ۲ قسمت                 |
| ۲۰۱۷–۲۱       | داک‌تالس                 | دیویی (صدا)               | بازیگران اصلی          |
| ۲۰۱۸, ۲۰۱۹    | خانواده امروزی          | بریدگی کوچک               | ۳ قسمت                 |
| ۲۰۲۰–۲۱       | بابای آمریکایی!         | صداهای مختلف              | ۳ قسمت                 |
| ۲۰۲۰–۲۲       | نیروی فضایی             | اف تونی اسکاراپیدوکی      | بازیگران اصلی          |
| ۲۰۲۱          | تماس‌ها                  | اندی (صدا)                | قسمت: «آغاز»           |

### بازی‌های ویدیویی
| سال  | عنوان | نقش       |
| ---- | ----- | --------- |
| ۲۰۱۳ | توربو | اسکیدمارک |